# Qutrit
Il Qutrit  è l'unità di informazione quantistica, l'equivalente del trit.
Un Qutrit può assumere la sovrapposizione dei 3 stati del Trit 0,1 e 2.
Si realizzano praticamente tramite la correlazione di due fotoni.

## Sviluppi recenti
- Scienziati della University of Queensland, della University of Bristol e della University of Waterloo sono riusciti a mettere in relazione entanglement un qubit e un qutrit tramite la tecnica MINL (Measurement-Induced NonLinearity, in italiano: non-linearità indotta dalla misurazione).[1]